# Svárov (Uherské Hradiště-i járás)
Svárov település Csehországban, az Uherské Hradiště-i járásban. Svárov Zlámanec, Březolupy, Částkov és Kelníky településekkel határos. Lakosainak száma 220 fő (2024. január 1.).

## Népesség
A település lakosságának változását az alábbi diagram mutatja:
| Lakosok száma | 218  | 233  | 334  | 317  | 287  | 255  | 240  | 227  | 220  | 220  |
|               | 1869 | 1890 | 1921 | 1950 | 1980 | 2001 | 2017 | 2019 | 2022 | 2024 |